# Crécy-en-Ponthieu
Crécy-en-Ponthieu település Franciaországban, Somme megyében. Lakosainak száma 1352 fő (2022. január 1.).

## Fekvése
Crécy-en-Ponthieu Bernay-en-Ponthieu, Canchy, Dompierre-sur-Authie, Domvast, Estrées-lès-Crécy, Fontaine-sur-Maye, Forest-l’Abbaye, Forest-Montiers, Froyelles, Ligescourt, Machiel, Machy, Nouvion és Regnière-Écluse községekkel határos.

## Népesség
A település népességének változása:
| Lakosok száma | 1497 | 1475 | 1436 | 1403 | 1370 | 1366 | 1359 | 1352 |
|               | 2013 | 2015 | 2017 | 2018 | 2019 | 2020 | 2021 | 2022 |